# Daniel Kox
Pour les articles homonymes, voir Kox.
Daniel Kox, né le 4 février 1952 à Ottignies (province du Brabant wallon), est un auteur de bande dessinée belge francophone.

## Biographie

### Jeunesse et apprentissage
Daniel Kox naît le 4 février 1952 à Ottignies, en Belgique. Il est inspiré plus par Spirou, et plus particulièrement les bandes dessinées de Franquin, Peyo et Maurice Tillieux.
En 1967, alors que l'autodidacte se cherche un style graphique et des personnages qui lui soient propres, il rencontre un auteur confirmé dans la personne de Jidéhem. Celui-ci lui donne les conseils nécessaires pour devenir un dessinateur professionnel, même si Daniel Kox termine d'abord ses humanités classiques.

### Début de carrière
Âgé de dix-huit ans, Daniel Kox publie en 1970 sa première série de bande dessinée, intitulée Vladimir et Firmin pour laquelle il signe le dessin et le scénario. Ces gags en une planche content les démêlés d'un garde-forestier et d'un braconnier et paraissent dans le mensuel Samedi-Jeunesse. Cette série préfigure Les Indésirables. En 1973, il est engagé par Dino Attanasio, pour lequel il réalise les crayonnés de Signor Spaghetti ; il exerce également comme décoriste et coloriste.
Sa carrière connaît un tournant en 1974, lorsqu'il fait la rencontre de Peyo. Kox souhaite intégrer l'atelier du célèbre auteur et il a entamé une première version de la série Les Indésirables. Peyo l'apprécie, mais il est accaparé par le dessin animé La Flûte à six schtroumpfs, et n'a pas le temps de former un nouvel assistant. Il demande donc à Raoul Cauvin d'occuper Kox en lui écrivant quelques pages de scénario. Peyo le dirige vers Francis. Pendant deux mois, Kox devient son assistant sur la série Marc Lebut et son voisin. Mais il ne parvient pas à travailler en studio. En effet, après deux heures de travail, il éprouve le besoin de se dépenser, ce qui l'amène plus tard à pratiquer des activités physiques : faire du vélo, entretenir sa maison ou s'occuper de son jardin,,.
En 1975, ses premières publications dans Spirou sont des illustrations de la rubrique Nature découverte écrite par Charles Jadoul.

### Le choix de l'Agent 212
En 1975, Cauvin lui propose de choisir parmi deux séries la première avec un train, la seconde avec un agent de police. Il choisit les gags d'un agent de police portant le numéro 212, et commence sa publication dans Spirou. Sauf que le « dépannage » devient une rubrique très consultée. Car les lecteurs de Spirou adorent L'Agent 212. Peyo encourage Kox à privilégier ce personnage à la notoriété croissante plutôt qu'à intégrer son studio.
En 1977, il participe à l'animation du journal dans la rubrique L'Apache qui Rit. En 1978, il lance seul la série Les Indésirables, gags en une demi-planche contant les mésaventures de deux malfrats contrebandiers qui vivaient en montagne. Il en réalise ainsi 108 en deux ans.
En 1990, il commence à illustrer les chansons paillardes avec ses amis Jidéhem, Malik, Laurent et Louis-Michel Carpentier, la série compte quatre tomes.
En 2020, il rend hommage au personnel soignant en réalisant un dessin au profit de la Croix-Rouge de Belgique. La même année, en octobre, son éditeur célèbre son 30e album.
Kox fête en 2021, les 40 ans du premier album de L'Agent 212. En parallèle a eu lieu l'arrêt de la série Les Indésirables, strip animé par Kox.
En mars 2022, Kox se confie à Nicolas Galmiche : « Raoul apparaissait toujours sur la couverture de L’Agent 212 mais je faisais moi-même les scénarios depuis une quinzaine d’années. C’est lui qui m’a encouragé, c’était notre secret à nous… », fier d’une collaboration de 47 ans avec son ami. Travaillant sur des scénarios de Raoul Cauvin, il a progressivement nourri lui aussi les gags de son personnage fétiche, se révélant être un scénariste !
Daniel Kox publie les gags de L'Agent 212 depuis plus de quarante ans.
Il marque son admiration pour les créations de ses confrères Raoul Cauvin - son principal partenaire -, Gordon Bess, Christian Binet, Renaud Collin, Dubuc et Delaf, Jean-Pierre Gibrat, Marc Hardy, Régis Loisel, Julien Neel, Frank Pé et Yann et Conrad.
Son graphisme est caractérisé par le « style gros nez », typique de l'école de Marcinelle.

## Série principale
L'Agent 212
- 1. 24 Heures sur 24, Dupuis, Marcinelle, avril 1981
Scénario : Raoul Cauvin - Dessin : Daniel Kox - Couleurs : quadrichromie -  (ISBN 2-8001-1328-6)
- 2. Au nom de la loi , Dupuis, Marcinelle, juillet 1982
Scénario : Raoul Cauvin - Dessin : Daniel Kox - Couleurs : quadrichromie -  (ISBN 2-8001-1120-8)
- 3. Sens interdit, Dupuis, Marcinelle, avril 1983
Scénario : Raoul Cauvin - Dessin : Daniel Kox - Couleurs : quadrichromie -  (ISBN 2-8001-1317-0)
- 4. Voie sans issue, Dupuis, Marcinelle, juin 1984
Scénario : Raoul Cauvin - Dessin : Daniel Kox - Couleurs : quadrichromie -  (ISBN 2-8001-1400-2)
- 5. Poulet aux amendes, Dupuis, Marcinelle, mai 1985
Scénario : Raoul Cauvin - Dessin : Daniel Kox - Couleurs : quadrichromie -  (ISBN 2-8001-1126-7)
- 6. Ronde de nuit, Dupuis, Marcinelle, juin 1986
Scénario : Raoul Cauvin - Dessin : Daniel Kox - Couleurs : quadrichromie -  (ISBN 2-8001-1259-X)
- 7. Un flic à l'ombre, Dupuis, Marcinelle, mars 1987
Scénario : Raoul Cauvin - Dessin : Daniel Kox - Couleurs : quadrichromie -  (ISBN 2-8001-1438-X)
- 8. Pas de panique, Dupuis, Marcinelle, octobre 1987
Scénario : Raoul Cauvin - Dessin : Daniel Kox - Couleurs : quadrichromie -  (ISBN 2-8001-1537-8)
- 9. Brigade mobile, Dupuis, Marcinelle, mars 1988
Scénario : Raoul Cauvin - Dessin : Daniel Kox - Couleurs : quadrichromie -  (ISBN 2-8001-1582-3)
- 10. Agent trouble, Dupuis, Marcinelle, octobre 1988
Scénario : Raoul Cauvin - Dessin : Daniel Kox - Couleurs : Laurent Carpentier -  (ISBN 2-8001-1616-1)
- 11. Sifflez dans le ballon !, Dupuis, Marcinelle, novembre 1989
Scénario : Raoul Cauvin - Dessin : Daniel Kox - Couleurs : quadrichromie -  (ISBN 2-8001-1676-5)
- 12. Ris ô poulet, Dupuis, Marcinelle, juillet 1990
Scénario : Raoul Cauvin - Dessin : Daniel Kox - Couleurs : quadrichromie -  (ISBN 2-8001-1768-0)
- 13. Un flic flanche, Dupuis, Marcinelle, novembre 1991
Scénario : Raoul Cauvin - Dessin : Daniel Kox - Couleurs : quadrichromie -  (ISBN 2-8001-1868-7)
- 14. Sauté de poulet, Dupuis, Marcinelle, août 1992
Scénario : Raoul Cauvin - Dessin : Daniel Kox - Couleurs : quadrichromie -  (ISBN 2-8001-1941-1)
- 15. L'Appeau de l'ours, Dupuis, Marcinelle, août 1993
Scénario : Raoul Cauvin - Dessin : Daniel Kox - Couleurs : quadrichromie -  (ISBN 2-8001-2036-3)
- 16. Flic... aïe !, Dupuis, Marcinelle, octobre 1994
Scénario : Raoul Cauvin - Dessin : Daniel Kox - Couleurs : Laurent Carpentier -  (ISBN 2-8001-2123-8)
- 17. Poulet sans selle, Dupuis, Marcinelle, novembre 1995
Scénario : Raoul Cauvin - Dessin : Daniel Kox - Couleurs : Laurent Carpentier -  (ISBN 2-8001-2224-2)
- 18. Poulet rôti, Dupuis, Marcinelle, novembre 1996
Scénario : Raoul Cauvin - Dessin : Daniel Kox - Couleurs : Laurent Carpentier -  (ISBN 2-8001-2341-9)
- 19. Cuisses de poulet, Dupuis, Marcinelle, novembre 1997
Scénario : Raoul Cauvin - Dessin : Daniel Kox - Couleurs : Laurent Carpentier -  (ISBN 2-8001-2462-8)
- 20. Chair de poule, Dupuis, Marcinelle, mars 1999
Scénario : Raoul Cauvin - Dessin : Daniel Kox - Couleurs : Laurent Carpentier -  (ISBN 2-8001-2650-7)
- 21. Ailes de poulet, Dupuis, Marcinelle, juin 2000
Scénario : Raoul Cauvin - Dessin : Daniel Kox - Couleurs : Laurent Carpentier -  (ISBN 2-8001-2786-4)
- 22. Brigade des eaux, Dupuis, Marcinelle, novembre 2001
Scénario : Raoul Cauvin - Dessin : Daniel Kox - Couleurs : Laurent Carpentier -  (ISBN 2-8001-3096-2)
- 23. Poulet en gelée, Dupuis, Marcinelle, février 2003
Scénario : Raoul Cauvin - Dessin : Daniel Kox - Couleurs : Laurent Carpentier -  (ISBN 2-8001-3261-2)
- 24. Agent de poche[11],[12], Dupuis, Marcinelle, octobre 2004
Scénario : Raoul Cauvin - Dessin : Daniel Kox - Couleurs : Laurent Carpentier -  (ISBN 2-8001-3610-3)
- 25. L'Agent prend la pose, Dupuis, Marcinelle, avril 2006
Scénario : Raoul Cauvin - Dessin : Daniel Kox - Couleurs : Laurent Carpentier -  (ISBN 2-8001-3696-0)
- 26. À l'eau police[13] , Dupuis, Marcinelle, octobre 2007
Scénario : Raoul Cauvin - Dessin : Daniel Kox - Couleurs : Laurent Carpentier -  (ISBN 2-8001-3918-8)
- 27. Fauve qui peut[14] !, Dupuis, Marcinelle, novembre 2009
Scénario : Raoul Cauvin - Dessin : Daniel Kox - Couleurs : Laurent Carpentier -  (ISBN 2-8001-4599-4)
- 28. Effet monstre[15], Dupuis, Marcinelle, 2 novembre 2012
Scénario : Raoul Cauvin - Dessin : Daniel Kox - Couleurs : Laurent Carpentier -  (ISBN 2-8001-4756-3)
- 29. L'Agent tous risques[16],[17], Dupuis, Marcinelle, 11 mars 2016
Scénario : Raoul Cauvin - Dessin : Daniel Kox - Couleurs : Laurent Carpentier -  (ISBN 2-8001-5992-8)
- 30. Descente de police[9],[18], Dupuis, Marcinelle, 16 octobre 2020
Scénario : Raoul Cauvin  - Dessin : Daniel Kox - Couleurs : Laurent Carpentier -  (ISBN 978-2-8001-6885-2)

## Autres albums

### Albums publicitaires
- 11. Sifflez dans le ballon[26] !, Dupuis, coll. « Fina », octobre 1989
Scénario : Raoul Cauvin - Dessin : Daniel Kox - Couleurs : quadrichromieÉdition brochée gratuite offerte par Fina.
- Youpi, voilà nos nouveaux albums[27] !, Pizza Hut, 1992
Scénario et couleurs : collectif - Dessin : collectif dont Kox

### Para-BD
À l'occasion, Kox réalise des portfolios, ex-libris, posters, cartes ou cartons, autocollants, étiquettes de vin et commet quelques travaux publicitaires. Il réalise également des affiches pour des festivals de bande dessinée.

## Expositions
- 2019, Abbaye de Stavelot du ... au 28 juin 2019[30] ;
- 2020, Centre d'Art de Rouge-Cloître à Auderghem du 5 septembre au 18 octobre 2020[6],[31].

## Prix et récompenses
- 1992 :  prix d'Honneur au Festival de bande dessinée de Middelkerke à Middelkerke pour L'Agent 212[32] ;
- 1998 :  prix jeunesse décerné par le Festival d'Illzach pour L'Agent 212 partagé avec Cauvin[33].

#### Livres
: document utilisé comme source pour la rédaction de cet article.
- Jacques Fiérain, « Kox, Daniel », dans La BD à Bruxelles et en Brabant, Charleroi, Éd. l'Âge d'or, avril 2003, 144 p., ill. ; 31 cm (ISBN 9782960119664 et 2960119665, OCLC 470388171, présentation en ligne), p. 88.
- Patrick Gaumer, « Kox, Daniel », dans Dictionnaire mondial de la BD, Paris, Larousse, 2010, 953 p., ill. ; 27 cm (ISBN 978-2-0358-4331-9 et 2-0358-4331-6, OCLC 920924930, présentation en ligne), p. 494. .
- Philippe Mellot, Michel Denni, Laurent Turpin et Isabelle Morzadec, Trésors de la bande dessinée : BDM 2021-2022 - Catalogue encyclopédique et Argus, Paris, Les Arènes, novembre 2020, 22e éd., 1700 p., ill. ; 23 cm (ISBN 9791037502582, OCLC 1240308146, présentation en ligne), p. 28, 210, 226, 436, 1324. .

#### Périodiques
- Daniel Kox (interviewé par Sophie Flamand et Damien Perez), « Enquête : Originaux : De la poubelle au Pinacle : je garde tout - Entretien avec Daniel Kox », Casemate, no 45,‎ février 2012 (ISSN 1964-504X).
- Hugues Dayez, « Les aventures d'un journal », Spirou, Dupuis, no 3903,‎ 30 janvier 2013, p. 27
- Hugues Dayez, « Les aventures d'un journal - Les Indésirables, l'autre série de Kox », Spirou, Dupuis, no 4110,‎ 18 janvier 2017, p. 17
- Kox (interviewé par Damien Perez), « Et si 212 n'était plus agent ? », Spirou, Dupuis, no 4385,‎ 27 avril 2022.

#### Articles
- Daniel Kox (interviewé par Nicolas Anspach), « Daniel Kox : « L’Agent 212 n’a pas été créé pour durer ! » », ActuaBD,‎ 7 janvier 2010 (lire en ligne, consulté le 5 juillet 2022)
- « Daniel Kox sacré numéro ! », Le Républicain lorrain,‎ 9 octobre 2016 (lire en ligne , consulté le 5 juillet 2022)
- « Bulles en Nord remet ses prix BD à François Boucq, Daniel Kox et Clara Cuadrado », bd-best.com,‎ 12 novembre 2017 (lire en ligne, consulté le 5 juillet 2022)
- « Daniel Kox, au Salon de la BD : « L’Agent 212 est le Gaston Lagaffe de la police » », La Voix du Nord,‎ 12 octobre 2018 (lire en ligne , consulté le 6 juillet 2022)
- « Rencontre avec Daniel Kox, l’auteur de l’Agent 212 », L'Avenir,‎ 8 mai 2019 (lire en ligne, consulté le 5 juillet 2022)
- Philippe Herman, « 30 dessinateurs rendent hommage au personnel soignant et à tous ceux qui prennent soin de nous », RTBF,‎ 19 mai 2020 (lire en ligne, consulté le 5 juillet 2022)
- Charles-Louis Detournay, « Kox et son Agent 212 font la circulation au Rouge-Cloître à Bruxelles », ActuaBD,‎ 3 octobre 2020 (lire en ligne, consulté le 5 juillet 2022)
- Daniel Kox (interviewé par Charles-Louis Detournay), « Dupuis célèbre le trentième album de "L’Agent 212" », ActuaBD,‎ 17 novembre 2020 (lire en ligne, consulté le 5 juillet 2022)
- Alexis Seny, « Entre l’eau qui dort et le feu aux poudres, l’Agent 212 nous fait marrer-chaussée pour son trentième album », Branchés Culture,‎ 27 novembre 2020 (lire en ligne, consulté le 6 juillet 2022)
- Nicolas Galmiche, « La BD dans tous ses états au festival Bulles en Barrois », L'Est républicain,‎ 26 mars 2022 (lire en ligne, consulté le 5 juillet 2022).

### Vidéographie
- [vidéo] « Raoul Cauvin et Daniel Kox parrains de Mon's livre 2014 », sur YouTube